# Związek Ślązaków Austriackich
Związek Ślązaków Austriackich – organizacja, działająca od roku 1848 na terytorium Cesarstwa Austrii, opowiadająca się za zjednoczeniem austriackiego i pruskiego Śląska, jako samodzielnego państwa w ramach Związku Niemieckiego oraz odrębnością narodową Ślązaków, w literaturze historycznej uznawana jest za prekursora tzw. ruchów ślązakowskich.
22 kwietnia 1848 roku zastępca okręgu cieszyńskiego w parlamencie frankfurckim Johann Demel wraz z dwoma posłami austriackiego parlamentu (Reichstag) w Kromierzyżu: liderem śląskiej burżuazji Franzem Heinem – wiceburmistrzem Opawy i przywódcą śląskiego ruchu chłopskiego Hansem Kudlichem utworzyli w Wiedniu ponadpartyjny Związek Ślązaków Austriackich. Pod wpływem ostrych starć zbrojnych pomiędzy rewolucjonistami a siłami cesarskimi na terenie Wiednia, Związek Ślązaków Austriackich przeniósł swą działalność do Opawy. Na fali Wiosny Ludów austriaccy liberałowie wprowadzili równouprawnienie dla pozostałych języków używanych na terytorium monarchii. Posłowie ze Śląska Opawskiego, skupieni w Związku Ślązaków Austriackich, należący głównie do partii austriackich liberałów, szczególnie popierali wprowadzenie polszczyzny, jako antidotum wobec czeskich dążeń do zjednoczenia Czech z Morawami i Śląskiem Austriackim. Właśnie w języku polskim 17 czerwca 1848 zastępca okręgu bielskiego w parlamencie frankfurckim – ustroński pastor Karol Kotschy (Karl Kotschy) opublikował anty-pansłowiańską broszurę „Na przestrogę tym, co czytają Tygodnik Cieszyński”. 
30 grudnia 1849 roku, pod naciskiem Franza Heina, Hansa Kudlicha i innych śląskich posłów w austriackim parlamencie, skupionych w Związku Ślązaków Austriackich, cesarz wydał dekret o usamodzielnieniu kraju koronnego Śląsk, włączonego w roku 1782 do Moraw i ustanowieniu Śląskiego Sejmu Krajowego. W roku 1851 rządy w Austrii przejęli konserwatyści pod wodzą Bacha, którzy przywrócili absolutyzm monarchii. Sam Bach zniósł także równoprawność języków słowiańskich na Śląsku Austriackim, ustawami z września i listopada 1851 roku. Powoływał się przy tym na fakt, że „języki polski i czeski, nie są na Śląsku w ogóle używane, natomiast będący w użyciu, nieco podobny do polskiego, dialekt ludowy wasserpolakisch, nie nadaje się na język urzędowy”. Kolejna demokratyzacja nastąpiła w roku 1860, pod wpływem klęsk Austriaków na froncie włoskim, co wiązało się z oderwaniem od monarchii m.in. Lombardii i Modeny. Na tej fali pod wpływem ruchu czesko-słowiańskiego 15 listopada 1860 roku utworzono gubernię śląsko-morawską ze stolicą w Brnie. 
Zareagowali na to posłowie, należący do Związku Ślązaków Austriackich z Franzem Heinem na czele, którzy 29 marca 1861 roku ponownie wywalczyli usamodzielnienie Śląska Austriackiego oraz jego autonomię wraz jej atrybutami w postaci Śląskiego Sejmu Krajowego i śląskiego rządu krajowego w Opawie. Reprezentacją stanów były Sejm Krajowy i Komitet Krajowy. Idee Związku Ślązaków Austriackich prezentowały czasopisma „Troppauer Zeitung” (Gazeta Opawska) i cieszyńskie „Schlesischer Anzeiger” (Doniesienia Śląskie), które w roku 1861 zmieniły tytuł na „Silesia”. Organizacja ta przypominała historyczne związki Śląska z państwowością niemiecką oraz lansowała odrębność językową i narodową słowiańskich Ślązaków od Polaków i Czechów. Po latach polscy narodowcy skomentowali to następująco: U nas na Śląsku, lud nasz jeszcze w większości swojej stwierdza, również zapytany do jakiej narodowości pan się zalicza, swoją odrębność. Ja "tutejszy" lub ja jestem "Ślązak" […] Wpływy niemieckie zrobiły aż tyle, że wmówiły w niego ślązaczyznę jako śląską odrębność narodową. Większość Ślązaków, niezależnie od pochodzenia etnicznego, wystąpiła zdecydowanie przeciwko pansłowiańskim dążeniom Czechów. W szczególności germańscy i słowiańscy mieszkańcy Śląska Opawskiego, którzy uważali się za Ślązaków, a nie Morawian, jak ich pro-czescy krajanie. Oto treść ich wystąpienia w Klimkovicach: My podpisani niemieccy Ślązacy zagłosujemy przeciwko związkowi z Czechami. Gdyby Czesi z królestwa próbowali nas na siłę wcielić do ich wyśnionego związku, to im przeciwstawimy nie tylko nasze niemieckie usposobienie, ale i czyny. Także i my podpisani Ślązacy pochodzenia słowiańskiego, słusznie zagłosujemy, że z niemieckimi Ślązakami chcemy żyć we wspólnocie, jako bracia, a o wspólnocie z Czechami nie chcemy słyszeć. (…) My żadnych przedstawicieli na Zjazd Słowiański nie wyślemy. Kto tam ogłosi się przedstawicielem Śląska, będzie uznany za nadętego głupka i uzurpatora. Nie chcemy podziałów na naszym Śląsku, ale miłość i jedność, jako między braćmi jednej matki. Jesteśmy dalecy od propagowania niechęci do Niemców. Chcemy wraz z nimi mieć wspólne widoki na przyszłość, ale nie w zjednoczeniu z zaślepionymi Czechami pod wodzą rosyjskiego bata.
Po wojnach prusko-austriackich, zakończonych w roku 1866 przestał istnieć Związek Niemiecki. Prusacy tym sposobem zmusili Austrię do nie mieszania się w sprawy państw niemieckich, a w roku 1871 dokonali ich zjednoczenia w ramach II Rzeszy Niemieckiej pod berłem Prus. Wówczas działacze Związku Ślązaków Austriackich porzucili aktualne nierealną ideę niezależności i zjednoczenia Śląska w ramach związku państw niemieckich. Jednocześnie poparli koncepcję austroslawizmu, gwarantującą zachowanie jedności autonomicznego Śląska Austriackiego w ramach całości monarchii. Ślązacy z '"ruchu ślązakowskiego" w opozycji do Polaków i Czechów, analogicznie jak Słoweńcy i Chorwaci w opozycji do Serbów i Włochów, opowiedzieli się za jednością monarchii oraz jej wewnętrzną federalizacją. Kwestię odrębności Ślązaków od Polaków i Czechów na Śląsku Wschodnim (Cieszyńskim) od 1868 roku poruszało polskojęzyczne pismo „Nowiny Śląskie”. Tymczasem rozpoczęła się rywalizacja Polaków z Czechami oraz zaostrzyła się konfrontacja obydwu obozów ze Ślązakami niemieckimi i "zgodnych z nimi" (deutschfreundlich) Ślazakami słowiańskimi. O wyniku walki narodowościowej miało zadecydować to, kto zdobędzie uznanie i poparcie […] tych, którzy zapytani o narodowość odpowiadali – "My jesteśmy Ślązakami” […] Budowę niemieckiego i proniemieckiego obozu politycznego na Śląsku Cieszyńskim rozpoczął pastor bielski K.S. Schneider. Z nurtem Związku Ślązaków Austriackich był też związany kolega partyjny jego współzałożyciela Jana Demela – pastor Theodor Haase. Na łamach wydawanego przezeń ewangelickiego tygodnika "Nowy Czas" pojawiła się opinia: Lud nasz bardziej zbliżony jest do ludu niemieckiego, z którym sąsiaduje na zachód niż do ludu polskiego w Galicji. […] Ta mieszana, śląska narodowość jest koniecznym wynikiem rozwoju historycznego, jaki lud nasz przechodził; przed kilkoma wiekami został odłączony od Polski, przeszedł pod wiele lepsze rządy niemieckie i zachowując język pierwotny, nabył przez zetknięcie z wysoką cywilizacją niemiecką owych właściwości, którymi góruje nad ludem, zostającym ciągle pod rządami polskimi. Wzmianki o Związku Ślązaków Austriackich powoli zanikają wraz z pojawieniem się na firmamencie politycznym Śląskiej Partii Ludowej. Jednak za ostateczny kres jego działalności przyjmuje się zwykle rok 1918.